# Loxolomia
Loxolomia é um gênero de mariposas, ou traças, neotropicais pertencentes à família Saturniidae e subfamília Arsenurinae, contendo três espécies de hábitos noturnos, encontradas na floresta tropical e subtropical úmida da América do Sul e em habitat de cerrado. Foi classificado por J. Peter Maassen, em 1869, junto com sua espécie-tipoː Loxolomia serpentina. Suas lagartas possuem coloração esverdeada e são desprovidas de cerdas urticantes, se alimentando de plantas do gênero Cariniana (um género de árvores da família Lecythidaceae, muitas das quais conhecidas como jequitibás). Como uma regra mais ou menos geral nessa família o tamanho do corpo desses insetos é relativamente pequeno em relação ao tamanho de suas asas.

## Espécies e distribuição geográfica
- Loxolomia johnsoni Schaus, 1932;[2][6][7] encontrada originalmente no Peru; também encontrada em Mato Grosso, na região centro-oeste do Brasil,[5][8] e na Bolívia.[6]
- Loxolomia serpentina Maassen, 1869;[2][7] encontrada no sul da região nordeste (Bahia), região centro-oeste (Goiás, Distrito Federal), região sudeste e região sul do Brasil (até Santa Catarina).[8]
- Loxolomia winbrechlini Brechlin & Meister, 2013;[2][7] encontrada na região nordeste do Brasil (Maranhão).[8]